# Falacia del costo irrecuperable
En lógica, El costo irrecuperable, falacia del Concorde o Falacia del costo hundido es una falacia que se produce cuando alguien realiza una inversión que no parece rentable y razona de la siguiente manera: «No puedo parar ahora, de otra manera lo que he invertido hasta el momento se perderá». 
Esto es verdad, por supuesto, pero irrelevante para la decisión de si uno debe continuar invirtiendo en el proyecto. Es decir, los argumentos para seguir invirtiendo en el proyecto no se deben basar en el miedo a la pérdida de lo invertido sino en las expectativas de funcionamiento del proyecto, ambas cosas totalmente independientes. 
Si no hay esperanza de ningún éxito para la inversión, entonces, el hecho de que uno haya ya metido un montón de dinero y esfuerzo no justifica tener que seguir perdiéndolo para no afrontar el error inicial. Esto se da en las personas que no saben o pueden claudicar, por el prejuicio existente de que si se pone toda la energía en algo serán capaces de vencerlo. Sin embargo, siempre puede haber un factor desconocido o variable desconocida que podría llevarlos al fracaso indefinidamente o irremediablemente.
Esta falacia se constata en que estas personas creen ser capaces siempre de aprender o hallar este factor cuando la operación lógica sería parar y una vez aprendido comenzar. Continuar invirtiendo en un proyecto que no funciona no depende de lo invertido sino de la esperanza o estimación de éxito justificada o de la importancia del mismo para otros factores independientemente de los resultados a corto plazo.
El nombre "falacia del Concorde" se debe a que este avión significó grandes inversiones por parte del gobierno francés, y éste decidió seguir adelante pese a que más tarde el mismo presentó fallas, debido a que no quería perderse el trabajo hecho.

## Ejemplos
Todos sabemos que vamos a morir. Luchar por la supervivencia tiene sentido aunque inevitablemente se fracase. La supervivencia es importante para otros objetivos secundarios como la reproducción, la superación, aprendizaje y otros valores que consideremos secundarios y que no tengan que ver necesariamente con la propia supervivencia pero que dependan directamente de esta.
Supongamos que una relación no funciona y que es evidente que dicha relación es considerada temporal. La inversión en esta relación podría estar justificada por los objetivos o beneficios secundarios que pueda generar. El límite o punto en el que es considerado necesario abandonar puede estar para algunos en el momento en el que se debe poner más energía de la necesaria para obtener los beneficios por otros cauces. O en una situación optimista cuando los beneficios laterales disminuyan a partir de cierta barrera considerada mínima para el proyecto. La cuestión es que muchos caen en la falacia y persisten en una relación o proyecto incluso cuando no reporta beneficios laterales o secundarios por el simple hecho o razón de que ya han invertido toda su vida o todos sus fondos en él y esta fuera una razón lógica para seguir haciéndolo.